# Halicnemia papillosa
Halicnemia papillosa är en svampdjursart som först beskrevs av Thiele 1905.  Halicnemia papillosa ingår i släktet Halicnemia och familjen Heteroxyidae. Inga underarter finns listade i Catalogue of Life.